# Чхиллар, Мануши
Мануши Чхиллар (род. 14 мая 1997, Сонипат, Харьяна, Индия) — индийская фотомодель и актриса

. Победительница конкурса «Мисс мира 2017». Является шестой индийской участницей, победившей в конкурсе «Мисс мира».

## Ранняя жизнь
Родилась в штате Харьяна в семье народности джат. Её отец, доктор Митра Басу Чхиллар — учёный из Организации оборонных исследований и разработок; мать, доктор Нилам Чхиллар — адъюнкт-профессор и начальник отдела биохимии нервной системы в Институте поведения человека и смежных наук.
Чхиллар училась в школе Святого Фомы в Нью-Дели и была студенткой медицинского колледжа для женщин в Сонипате. Занималась танцем кучипуди.

## Мисс мира 2017
Мануши Чхиллар одержала победу на конкурсе «Мисс мира», который проходил 18 ноября 2017 года в городе Санья, Китай, став шестой обладательницей титула из Индии.

## Актерская карьера
Чхиллар подписала контракт на три фильма с Yash Raj Films и дебютировала в исторической драме «Притхвирадж» в 2022 году. После нескольких прослушиваний и проб она была выбрана на роль принцессы Каннауджа, жены Притхвираджа (в исполнении Акшая Кумара). Говоря о своей роли, Чхиллар заявила: «Это огромная ответственность — играть принцессу, сильную личность, которая отстаивала то, что правильно, и сама принимала самые важные решения в своей жизни». По итогам проката фильм провалился, а её игра получила негативные отзывы критиков. В 2023 году Чхиллар появилась в комедии «Великая индийская семья», снятой под тем же баннером, где она была разделила экран с Вики Каушалом. Игра Чиллар была плохо принята критиками, а Суканья Верма из Rediff.com описала её как «строго декоративную». Фильм также провалился в прокате. В 2024 году Чхилар сыграла командира эскадрильи в паре с Варуном Теджей в двуязычном фильме  «Операция Валентайн». Сана Фарзин из India Today отметила: «Искренняя игра Мануши теряется при переводе из-за тусклого сценария» и раскритиковала ее взаимодействие с партнёром. Позже, в 2024 году, Чхилар снялась в фильме с Акшаем Кумаром и Тайгером Шроффом Bade Miyan Chote Miyan, который получил негативные отзывы и стал кассовой бомбой. Актриса также приняла участие в съёмках боевика «Тегеран» Динеша Виджана с Джоном Абрахамом в главной роли.